# Marco Frisoni
Marco Frisoni, noto anche con lo pseudonimo di Marco da Campione/Marco de Campiliono dicto de Frixono (Campione d'Italia, ... – Milano, 10 luglio 1390), è stato un ingegnere italiano.

## Biografia
Probabilmente uno dei progettisti del Duomo di Milano, il suo nome, più volte confuso con Matteo da Campione o Marco da Carona, è presente in tutta la storiografia dell'opera stessa. Si è detto di una <<diretta partecipazione a livello progettuale>>. La prima comparsa negli annali risale al 2 aprile 1387, tuttavia era già presente in un libro di conti che si crede risalire al 1386. Rimasto per tutta la vita nella lista di "ingegneri e maestri", viene a mancare il 10 luglio 1390 e sepolto nella chiesa di Santa Tecla.